# NGC 7264
NGC 7264 (również PGC 68658 lub UGC 12001) – galaktyka spiralna (Sb), znajdująca się w gwiazdozbiorze Jaszczurki. Odkrył ją Albert Marth 17 września 1863 roku.